# 頼昌星
頼 昌星（らい しょうせい、Lai Changxing、1958年9月15日 - ）は中華人民共和国の実業家で、遠華会社の元会長で、遠華密輸事件の主犯とされている。

## 経歴
1958年、福建省晋江市に生まれる。実家は貧農のため学校には小学校3年までしか行けなかった。文化大革命終了直後の1976年、自宅に建てた自動車部品の製造や機械修理の工場からスタートし、紡績などの分野で成功を収め巨万の富を築く。その後香港に進出し遠華公司を設立する。（頼は、国際的な事業を展開したいという思いから、遠洋、世界を意味する「遠」、中華、中国を意味する「華」を社名にしたとインタビューに答えている。）
中央との人脈も厚く、全国優秀企業家にも選ばれていた頼だったが、1999年4月に件の密輸事件捜査が始まって次々と関係者が逮捕される中、各地に張り巡らせた人脈を使って当局の手から逃げ切り、1999年8月にカナダへ逃亡する。逃亡先の香港で、捜査状況を教えたり海外逃亡を薦めたりした香港税関の梁錦光は2000年に火事で焼死している。

## 亡命後
バンクーバー到着後の2000年6月に難民申請した後、中国当局は捜査官をカナダに送り込んで帰国を促しつつ、カナダ当局には偽造パスポート使用者であり、また重大な密輸に関わっている人物である頼を引き渡すよう求めていた。11月、頼・曾明娜の夫妻はカナダ当局に移民法違反容疑で逮捕され、マフィアとの関係をも示唆されて難民申請は却下されたものの、死刑を廃止したカナダは中国に召還されれば死刑確実の頼の身柄を2011年まで引き渡すことなかった。
2002年6月、カナダ首相だったジャン・クレティエンが、自国の法律で裁く必要があると主張した。アメリカから逃亡してきた殺人犯の引渡しを求めていたアメリカに対しても同様の発言をしており、実質的な送還要求拒否とも取れるが、中国から死刑にはしないとの保証があったとも言われており、当時送還は時間の問題と目されていた。
2006年6月、送還延期の決定が出る。
2009年2月、中国新聞社がカナダ政府が頼昌星に就労ビザを発行したと報じる。

## 帰国
2011年7月21日、カナダ政府は頼昌星の強制送還中止の申請を却下した。これにより本国への強制送還が決定した。これを受けて、同月23日に中国へ12年振りに帰国し空港に到着後公安当局者に身柄を拘束された。

## 裁判
2012年5月18日アモイ市人民法院は、頼に対して終身刑の判決を言い渡した。

## その他
- 兄の頼水強も遠華集団の役員だったが、事件で逮捕され、懲役7年の実刑判決が確定したが、服役中に死亡した[3]。